# Clot del Bancal
El Clot del Bancal és un torrent afluent per la dreta de la Rasa del Pujol que realitza tot el seu recorregut pel terme municipal de Pinell de Solsonès.
Neix a poc més de 200 m. a llevant de la masia del Bancal. De direcció predominant cap a les 4 del rellotge, desguassa al seu col·lectora menys de 275 metres al sud-oest de la masia de Rossells.

## Municipis per on passa
Des del seu naixement, el Clot del Bancal passa successivament pels següents termes municipals.
| | Longitud (en m.) | % del recorregut |
| --- | ---------------- | ---------------- |
| Per l'interior del municipi de Pinell de Solsonès                                                              | 404              | 45,44%           |
| Fent frontera entre els municipis de Torrefeta i Florejacs (al sud-oest) i de Pinell de Solsonès (al nord-est) | 485              | 54,56%           |

## Xarxa hidrogràfica
Aquest corrent fluvial no té cap afluent.